# Ꟁ
Ꟁꟁ – inaczej „o rogate” lub „o wąsate” – litera alfabetu łacińskiego używana w pisowni języka staropolskiego.

## Historia
Litera „ꟁ”, oznaczająca samogłoskę nosową, występowała w rękopisach od XII wieku po wiek XV, np. prawdꟁ ‘prawdę’, nademnꟁ ‘nade mną’. Graficznie przybierała różną postać, najczęściej pomiędzy znakiem ϕ a ѻ. W konsekwencji bywa ona używana w druku do dzisiaj do edycji dawnych tekstów polskich.

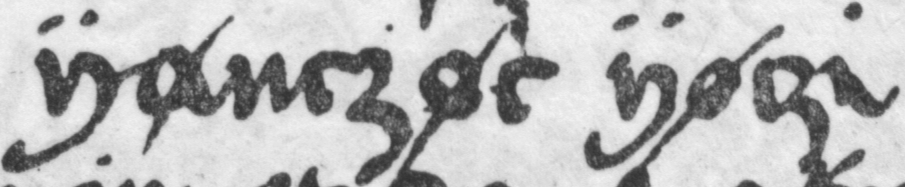
Dwa wystąpienia litery ꟁ w traktacie Parkosza: przedostatnia w pierwszym słowie i druga w drugim[3].
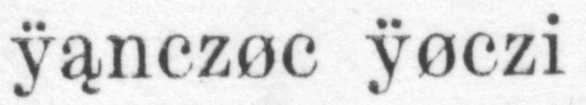
Dwa wystąpienia litery ꟁ w transkrypcji Kucały traktatu Parkosza[4].

## Kodowanie
| Znak                   | Ꟁ                                 | Ꟁ                                 | ꟁ                               | ꟁ                               |
| ---------------------- | --------------------------------- | --------------------------------- | ------------------------------- | ------------------------------- |
| Nazwa w Unikodzie      | LATIN CAPITAL LETTER OLD POLISH O | LATIN CAPITAL LETTER OLD POLISH O | LATIN SMALL LETTER OLD POLISH O | LATIN SMALL LETTER OLD POLISH O |
| Kodowanie              | dziesiątkowo                      | szesnastkowo                      | dziesiątkowo                    | szesnastkowo                    |
| Unicode                | 42944                             | U+A7C0                            | 42945                           | U+A7C1                          |
| UTF-8                  | 234 159 128                       | ea 9f 80                          | 234 159 129                     | ea 9f 81                        |
| Odwołania znakowe SGML | &#42944;                          | &#xA7C0;                          | &#42945;                        | &#xA7C1;                        |

Przed wprowadzeniem do unikodu w wersji 14.0 znak ten był często zastępowany literami Ø i φ.